# Peter Haasen

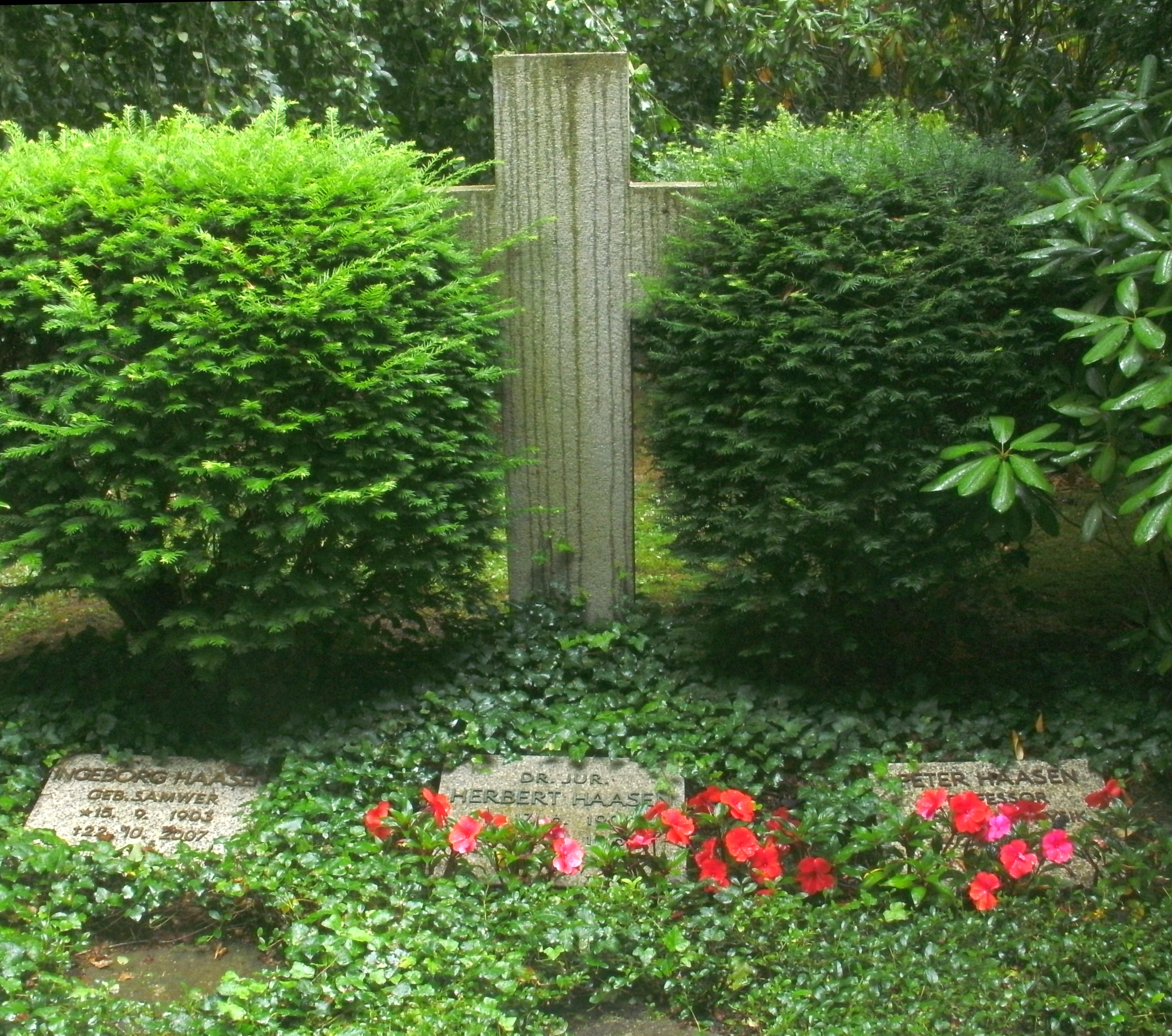
Stadtfriedhof Göttingen, Grab von Professor Peter Haasen (rechts)

Peter Haasen (* 21. Juli 1927 in Gotha; † 18. Oktober 1993 in Göttingen) war ein deutscher Physiker.

## Leben
Peter Haasen wuchs als Sohn eines Juristen in Gotha auf, wo er auch bis 1944 die Schule besuchte. Nach dem Kriegsdienst 1944–45 zog die Familie nach Göttingen, wo er sein Abitur ablegte und ein Studium der Physik begann, das er bereits 1951 abschloss. Geprägt wurde er während seines Studiums durch Richard Becker und dessen Assistenten Günther Leibfried. 1953 wurde er in Göttingen mit einer Arbeit Zur Orientierungsabhängigkeit der Verfestigungskurve kubisch-flächenzentrierter Metallkristalle zum Dr. rer. nat. promoviert und verließ Göttingen nach erster wissenschaftlicher Tätigkeit 1954, um am Institute for the Study of Metals der University of Chicago bei C. S. Smith und C. S. Barett zu arbeiten. Unter der Anleitung von A. W. Lawson beschrieb er aufgrund seiner experimentellen Arbeiten dort den Haasen-Kelly-Effekt und entwickelte sein Interesse für die Metallurgie. 1956 kehrte er nach Deutschland zurück und arbeitete zunächst mit Werner Köster am Max-Planck-Institut für Metallforschung in Stuttgart. 1958 wurde er als Nachfolger von Georg Masing auf den renommierten Lehrstuhl für Metallphysik und allgemeine Metallkunde an der Georg-August-Universität Göttingen berufen, den bereits Gustav Tammann innegehabt hatte, und behielt diesen bis zu seiner Emeritierung 1992 bei. In dieser Zeit baute er sein, von ihm bald in Institut für Metallphysik umbenanntes, Institut in erheblichem Maße aus und verschaffte ihm wissenschaftliche Weltgeltung und -anerkennung. Seine internationalen Wissenschaftskontakte beruhten auf zahlreichen Auslandsaufenthalten, so in Cambridge (1961), Pennsylvania (1963 und 1971), Paris (1978) und Stanford (Schottky-Professur 1984 und 1988). Nach seiner Emeritierung stand er dem dann vakanten Göttinger Institut für Metallphysik 1993 noch weiter vor.

## Schriften
Peter Haasen ist durch zahlreiche Werke und insgesamt über 220 Veröffentlichungen hervorgetreten.
- Physikalische Metallkunde, Springer, Berlin 1994 (3. Auflage)

## Mitgliedschaften
- National Academy of Engineering
- Akademie der Wissenschaften zu Göttingen, Präsident 1981–1983
- Deutsche Akademie der Naturforscher Leopoldina (1986)
- Academia Europaea

## Auszeichnungen
- Heyn-Denkmünze 1976 der Deutschen Gesellschaft für Materialkunde
- Robert Franklin Mehl-Award 1985
- Gay-Lussac-Humboldt-Preis 1989
- Max-Planck-Forschungspreis 1993

## Peter-Haasen-Preis
Die Universität Göttingen (Institut für Materialphysik) vergibt alle zwei Jahre den nach Haasen benannten Peter Haasen Preis der Universität Göttingen gemeinsam mit der Peter-Haasen-Stiftung. Der Preis ist mit 5000 Euro dotiert.

## Familie
Haasens zwei Jahre jüngerer Bruder Uwe begann wie der Vater, der bei der Gothaer angestellt war, eine Karriere im Versicherungsbereich und wurde später Vorstandsvorsitzender bei der Allianz Lebensversicherung sowie der Allianz Versicherung. Über die Mutter waren die beiden zudem mit Karl August Friedrich Samwer und Hans Samwer verwandt.